# Robert Stoepel
Robert Auguste Stoepel (Berlín, Alemanya, 1821 – Nova York, USA, 1 d'octubre de 1887) fou un director d'orquestra i compositor alemany nacionalitzat estatunidenc.
Les seves composicions inclouen Hiawatha, una simfonia per a orquestra i solistes vocals, així com música incidental per a obres de teatre, obres per a piano, cançons i diverses òperes. Nascut a Berlín, Stoepel va treballar a París i Londres, però va passar gran part de la seva carrera a la ciutat de Nova York, on va morir a l'edat de 66. Des de 1857 fins al seu divorci en 1869, estava casat amb l'actriu Matilde Heron. La seva filla Bijou Heron va ser també actriu.
Les òperes més importants de Stoepel foren: Indiana, Charlemagne i Aldershot, les dues primeres estrenades a París, i la segona a Nova York.

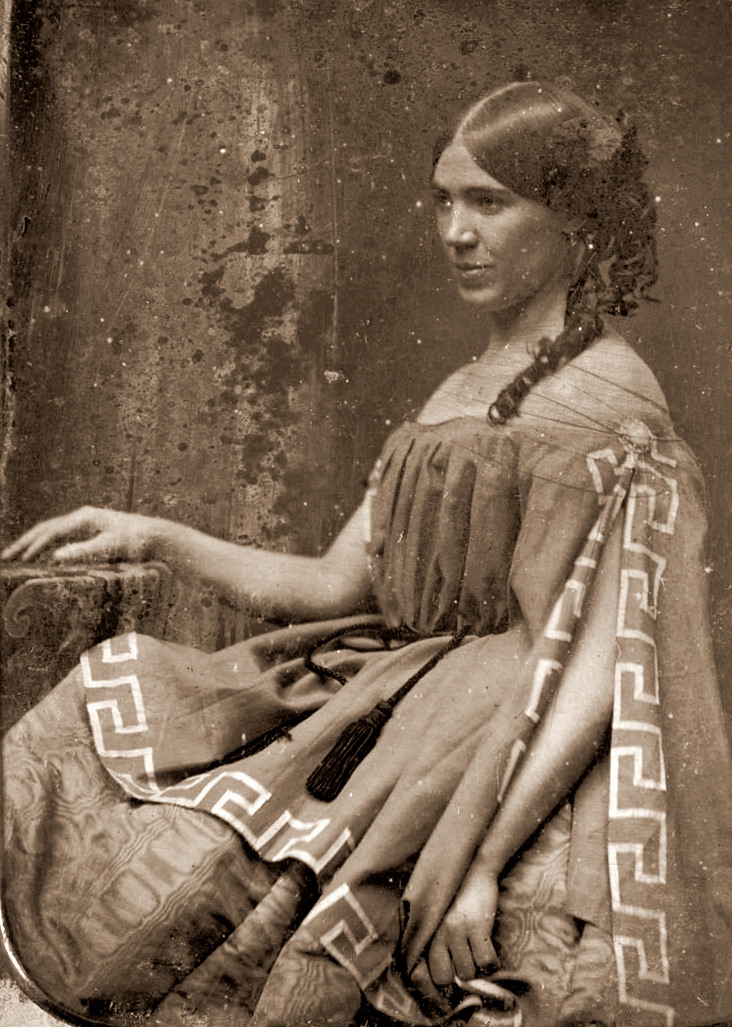
L'esposa de Stoepel, l'actriu Matilde Heron